# Ramadan (nome)
Ramadan (in alfabeto arabo: رَمَضان) è un nome proprio di persona arabo maschile.

## Varianti in altre lingue
- Adighè: Рэмэзан (Rămăzan)[1]
- Albanese: Ramazan[1]
- Avaro: Рамазан (Ramazan)[1]
- Azero: Ramazan[1]
- Cabardo: Рэмэзан (Rămăzan)[1]
- Ceceno: Рамзан (Ramzan)
- Kazako: Рамазан (Ramazan)[1]
- Turco: Ramazan[1]

## Origine e diffusione
Riprende il nome del Ramadan, il nono mese del calendario islamico durante i quali i fedeli musulmani praticano il digiuno; etimologicamente, il termine deriva dal sostantivo arabo رمض (ramad), che significa "arsura", "bruciatura", "grande calura".

## Persone
- Ramadan Abdel Mansour, serial killer egiziano
- Ramadan Alagab, calciatore sudanese
- Ramadan Darwish, judoka egiziano
- Ramadan Sobhi, calciatore egiziano
- Ramadan Suleman, regista e sceneggiatore sudafricano

### Variante Ramazan
- Ramazan Abbasov, calciatore azero
- Ramazan Köse, calciatore turco

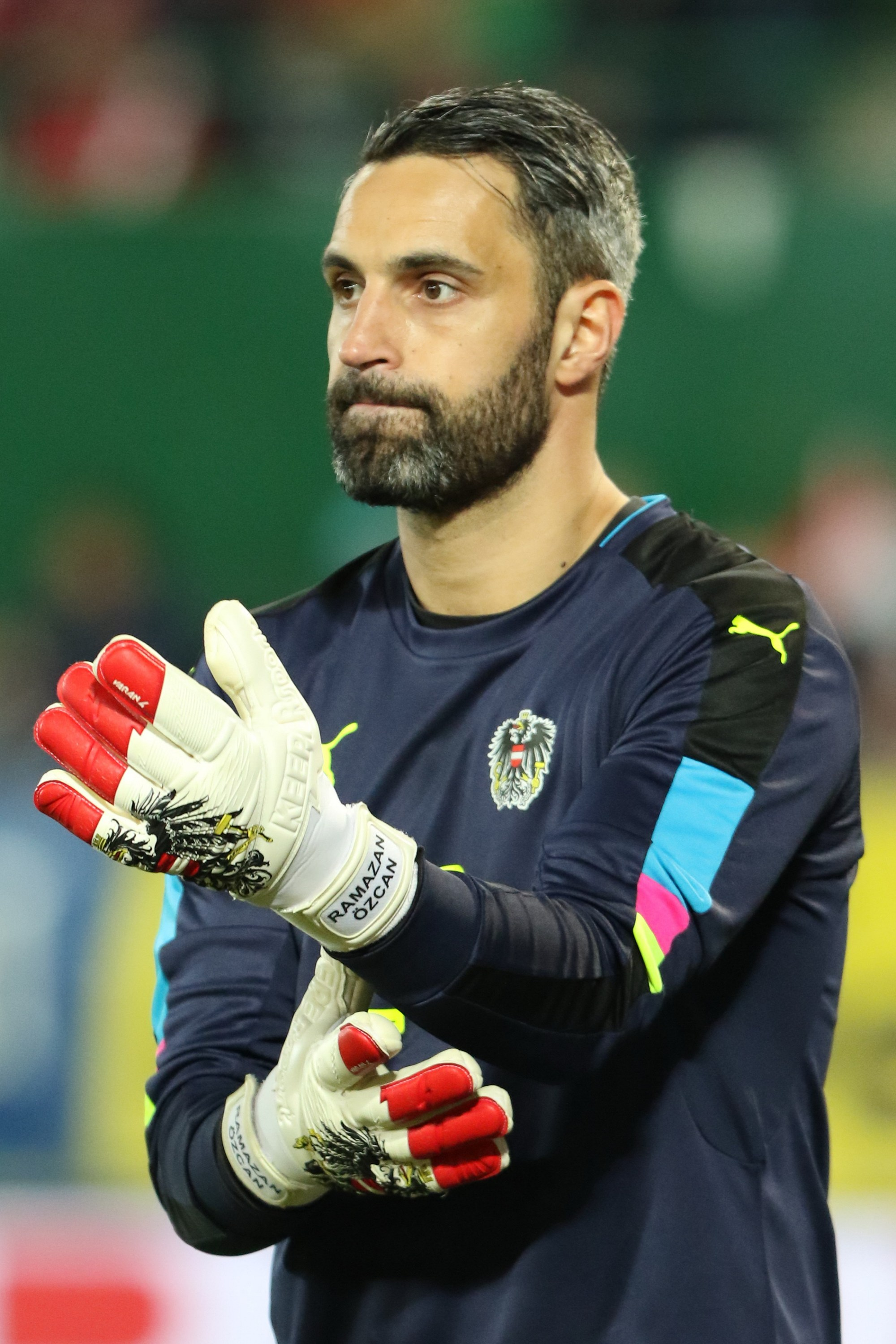
Ramazan Özcan

- Ramazan Özcan, calciatore austriaco
- Ramazan Rragami, calciatore e allenatore di calcio albanese
- Ramazan Şahin, lottatore turco
- Ramazan Tekin, cestista turco

### Variante Ramzan
- Ramzan Kadyrov, politico e militare russo